# Jane Murfin
Jane Murfin, all'anagrafe Jane Macklem (Quincy, 27 ottobre 1884 – Los Angeles, 10 agosto 1955), è stata una sceneggiatrice e commediografa statunitense.

## Biografia
Nata Jane Macklem a Quincy (Michigan), Jane Murfin adottò il nome del suo primo marito, l'avvocato James Orin "Jim" Murfin, Jr che sposò a Detroit il 24 aprile 1907.
Cominciò la sua carriera scrivendo per il teatro. A 25 anni, una sua commedia, scritta insieme a Jane Cowl, venne rappresentata a Broadway, dove riscosse un grande successo. Lilac Time debuttò infatti il 6 febbraio 1917 e restò in cartellone al Theatre Republic per 176 rappresentazioni.
Un altro suo lavoro teatrale che incontrò grande successo anche al cinema fu Smilin' Through, scritto sempre in tandem con Jane Cowl (le due autrici firmarono con lo pseudonimo di Allan Langdon Martin): la commedia drammatica ebbe tre versioni cinematografiche. Nel 1922, Sidney Franklin diresse Smilin' Through, la versione muta che ebbe come protagonista Norma Talmadge. Nel 1932, il regista ne fece un remake sonoro affidando il doppio ruolo di Moonyeen/Kathleen a Norma Shearer, film che in Italia uscì con il titolo Catene. Per ultimo, nel 1941, anche Frank Borzage si cimentò con questa commedia strappalacrime girando Catene del passato con Jeanette MacDonald.
Nel 1928, il cinema riprese Lilac Time, adattando il testo del duo Murfin/Cowl in un film che uscì poi anche in Italia con il titolo Le sette aquile. Diretto da George Fitzmaurice e, non accreditato, da Frank Lloyd, il film era interpretato nei ruoli principali da Colleen Moore e Gary Cooper.
Nel corso della sua carriera di sceneggiatrice, che conta più di sessanta film, il nome di Jane Murfin appare nei credits di Roberta, Primo amore, Donne, Orgoglio e pregiudizio e La stirpe del drago. Insieme a Adela St. John, nel 1932 ottenne la candidatura all'Oscar per A che prezzo Hollywood, ma vennero battute da Frances Marion, che ottenne la statuetta per il film Il campione.
Sposata dal 1915 al 1926 con il regista Laurence Trimble, Jane Murfin collaborò con il marito a diversi film, firmando anche due regie. Dopo il divorzio, nel 1932 sposò l'attore Donald Crisp che, all'epoca del muto, era stato un prolifico regista. Il loro matrimonio durò fino al 1944.
Jane Murfin morì il 10 agosto 1955 a Los Angeles all'età di 61 anni. Venne sepolta vicino a Jane Cowl, al Valhalla Memorial Park Cemetery.

## Riconoscimenti
Candidatura all'Oscar 1932 per il miglior soggetto insieme ad Adela St. John per il film A che prezzo Hollywood? di George Cukor.

## Filmografia

### Sceneggiatrice
- Daybreak, regia di Albert Capellani (1918)
- Marie, Ltd., regia di Kenneth S. Webb - scenario (1919)
- A Temperamental Wife, regia di David Kirkland - lavoro teatrale Information Please (1919)
- The Right to Lie, regia di Edwin Carewe - storia (1919)
- The Amateur Wife, regia di Edward Dillon - sceneggiatura (1920)
- Playthings of Destiny, regia di Edwin Carewe - storia (1921)
- The Silent Call, regia di Laurence Trimble - adattamento (1921)
- Smilin' Through, regia di Sidney Franklin - lavoro teatrale (con il nome Alan Langdon Martin) (1922)
- Brawn of the North, regia di Jane Murfin e Laurence Trimble - storia (1922)
- Flapper Wives, regia di Justin H. McCloskey e Jane Murfin - dal lavoro teatrale The Flaming Sign, sceneggiatura (1924)
- The Love Master, regia di Laurence Trimble - storia (1924)
- White Fang, regia di Laurence Trimble - adattamento (1925)
- Schiava della moda (A Slave of Fashion), regia di Hobart Henley - sceneggiatura (1926)
- The Savage, regia di Fred C. Newmeyer - sceneggiatura (1926)
- Meet the Prince, regia di Joseph Henabery - adattamento (1926)
- The Notorious Lady, regia di King Baggot - adattamento (1927)
- The Prince of Headwaiters, regia di John Francis Dillon - adattamento (1927)
- Le sette aquile (Lilac Time), regia di George Fitzmaurice e, non accreditato, Frank Lloyd - lavoro teatrale Lilac Time (1928)
- Jozelle jazz club (Street Girl), regia di Wesley Ruggles - sceneggiatura (1929)
- L'ultimo viaggio (Side Street), regia di Malcolm St. Clair - sceneggiatura (1929)
- Half Marriage, regia di William J. Cowen - sceneggiatura  (1929)
- Dance Hall, regia di Melville W. Brown - sceneggiatura (1929)
- Seven Keys to Baldpate, regia di Reginald Barker - sceneggiatura (1929)
- The Runaway Bride, regia di Donald Crisp - sceneggiatura (1930)
- L'onesta segretaria (Lawful Larceny), regia di Lowell Sherman - sceneggiatura (1930)
- Leathernecking, regia di Edward F. Cline - sceneggiatura (1930)
- The Pay-Off, regia di Lowell Sherman - adattamento, sceneggiatura (1930)
- White Shoulders, regia di Melville W. Brown - adattamento (1931)
- Too Many Cooks, regia di William A. Seiter - sceneggiatura (1931)
- Caught Plastered, regia di William A. Seiter - sceneggiatura (non accreditata) (1931)
- La sfinge dell'amore (Friends and Lovers), regia di Victor Schertzinger - adattamento (non accreditata) (1931)
- Way Back Home, regia di William A. Seiter - storia (1931)
- Young Bride, regia di William A. Seiter (dialogo addizionale) (1932)
- A che prezzo Hollywood? (What Price Hollywood?), regia di George Cukor - sceneggiatura (1932)
- Catene (Smilin' Through), regia di Sidney Franklin - lavoro teatrale (1932)
- Labbra proibite (Rockabye), regia di George Cukor e, non accreditato, George Fitzmaurice - sceneggiatura (1932)
- Our Betters, regia di George Cukor - sceneggiatura (1933)
- The Silver Cord, regia di John Cromwell - sceneggiatura (1933)
- L'uomo che ritrovò se stesso (Double Harness), regia di John Cromwell - sceneggiatura (1933)
- Ann Vickers, regia di John Cromwell - sceneggiatura (1933)
- Dopo quella notte (After Tonight), regia di John Cromwell - sceneggiatura (1933)
- Piccole donne (Little Women), regia di George Cukor - collaborazione alla sceneggiatura (non accreditata) (1933)
- Spitfire, regia di John Cromwell - sceneggiatura (1934)
- The Crime Doctor, regia di John S. Robertson - sceneggiatura  (1934)
- This Man Is Mine, regia di John Cromwell - sceneggiatura (1934)
- La donna nell'ombra (The Life of Vergie Winters), regia di Alfred Santell - sceneggiatura (1934)
- The Fountain, regia di John Cromwell - sceneggiatura (1934)
- Amore tzigano (The Little Minister), regia di Richard Wallace - sceneggiatura (1934)
- Romance in Manhattan, regia di Stephen Roberts - sceneggiatura (1935)
- Roberta, regia di William A. Seiter - sceneggiatura (1935)
- Quando si ama (Break of Hearts), regia di Philip Moeller - (continuità, non accreditata) (1935)
- Primo amore (Alice Adams), regia di George Stevens - sceneggiatura (1935)
- Ambizione (Come and Get It), regia di Howard Hawks, Richard Rosson e William Wyler - sceneggiatura (1936)
- La ragazza di Parigi (That Girl from Paris), regia di Leigh Jason - storia (1936)
- Quando la vita è un romanzo (I'll Take Romance), regia di Edward H. Griffith - sceneggiatura  (1937)
- Ossessione del passato (The Shining Hour), regia di Frank Borzage - sceneggiatura (1937)
- Sfida a Baltimora (Stand Up and Fight), regia di W. S. Van Dyke - sceneggiatura (1939)
- Donne (The Women), regia di George Cukor - sceneggiatura (1939)
- Passaggio a Nord-Ovest (Northwest Passage), regia di King Vidor e, non accreditati, Jack Conway e W. S. Van Dyke - contributo alla sceneggiatura (non accreditata) (1940)
- Orgoglio e pregiudizio (Pride and Prejudice), regia di Robert Z. Leonard - sceneggiatura (1940)
- Segretaria privata di Andy Hardy (Andy Hardy's Private Secretary), regia di George B. Seitz - sceneggiatura (1941)
- Catene del passato (Smilin' Through), regia di Frank Borzage - lavoro teatrale (1941)
- Aquile sul Pacifico (Flight for Freedom), regia di Lothar Mendes - adattamento (1943)
- Angeli all'inferno (Cry 'Havoc), regia di Richard Thorpe - collaborazione alla sceneggiatura (non accreditata) (1943)
- La stirpe del drago  (Dragon Seed), regia di Harold S. Bucquet e Jack Conway - sceneggiatura (1944)
- Smilin' Through episodio Tv "Broadway Television Theatre" - lavoro teatrale  (1953)
- The Women ripresa della sua sceneggiatura del 1939 (2008)

### Produttrice
- Brawn of the North, regia di Laurence Trimble e Jane Murfin - anche presentatore (1922)
- The Love Master, regia di Laurence Trimble (1924)

### Regista
- Brawn of the North co-regia Laurence Trimble (1922)
- Flapper Wives, co-regia di Justin H. McCloskey (1924)

### Sé stessa
- 1925 Studio Tour (1925)